# Bagdadi latin főegyházmegye
A Bagdadi latin főegyházmegye római katolikus egyház négy bagdadi központú főegyházmegyéje közül a latin rítusú főegyházmegyéje Irakban. Főegyházmegyei rangja ellenére nem metropólia, nincs szuffragáneus egyházmegyéje. Közvetlenül az Apostoli Szentszék alá tartozik. Joghatósága alá tartozik három, összesen 2500 fő hívőt számláló latin rítusú katolikus egyházközség szerte Irakban.  Az érsekség székesegyháza a bagdadi latin Szent József-székesegyház, amely nem tévesztendő össze a szintén bagdadi káld Szent József-székesegyházzal és az iraki Ankavában található Szent József káld székesegyházzal. Érseke Jean Benjamin Sleiman, O.C.D. 2000. november 29. óta.

## Főpásztorok

### A Bagdadi egyházmegye püspökei
Alapítás: 1632. szeptember 6.
- Timoteo Pérez Vargas, O.C.D. (1632. szeptember 6. – 1639. december 23., lemondott)[2]
- Jean Duval, O.C.D. (1638. augusztus 16. – 1669. április 10 †)[3]
- Placide-Louis du Chemin, O.S.B. (1669. április 10. – 1682. november 7., †)
- François Picquet (1683. április 26. – 1686. augusztus 26., †)
- Louis-Marie Pidou de Saint-Olon, C.R. (1687. november 24. – 1717. november 20., †)
- Dominique-Marie Varlet (1719. február 20. – 1719. május 25., elmozdítva)
- Emmanuel a S. Alberto (Bruno) Baillet (Ballyet), O.C.D. (1742. november 26. – 1773. április 4., †)
- Jean-Baptiste Miroudot Du Bourg, O. Cist. (1776. április 15. – 1791. április 13., elmozdítva)
- Georges Bock, O.C.D. (1804. április 17., kinevezve)
- Blaise de Saint-Matthieu, O.C.D. (1807. november 27., kinevezve)
- Antonio Prandi, O.C.D. (15 May 1813. május 15, kinevezve)
- Felice Piazza, O.C.D. (1816. február 6., kinevezve)
- Pierre-Alexandre Coupperie (1820. május 2. – 1831. április 26., †)
- Pierre-Dominique-Marcellin Bonamie, SS.CC. (1832. május 4. – 1835. február 13, kinevezve az İzmiri főegyházmegye érsekévé)
- Marie-Laurent Trioche (1837. március 14. – 1887. november 28., (1848. augusztus 19.-től érseki rangban) †)

### a Bagdadi főegyházmegye érsekei
Rangemelés: 1848. augusztus 19.
- Marie-Laurent Trioche (1837. március 14. – 1887. november 28., (1848. augusztus 19. előtt püspöki rangban) †)
- Henri-Victor Altmayer, O.P. (1887. november 24. – 902. augusztus 23., lemondott)
- François Désiré Jean Drure, O.C.D. (1902. november 7. – 1917., május 27., †)
- François Berré, O.P. (1921. augusztus 9. – 1929. április 4, †)
- Armand-Etienne M. Blanquet du Chayla, O.C.D. (1939. április 1. – 1964. szeptember 17., nyugalmazott)
- Maurice Perrin (1965. augusztus 2. – 1970. január 16., kinevezve Gurza címzetes érsekévé)
- Nyáry Ernő, O.C.D. (1972. március 23. – 1983. május 30., nyugalmazott)
- Paul Dahdah, O.C.D. (1983. május 30. – 1999. július 30., kinevezve a Bejrúti apostoli vikariátus vikáriusává)
- Jean Benjamin Sleiman, O.C.D. (2000. november 29. – hivatalban)

## Szomszédos egyházmegyék
- Jeruzsálemi latin patriarchátus (nyugat)
- Aleppói apostoli vikariátus (északnyugat)
- Teherán-Iszfaháni főegyházmegye (kelet)
- Észak-arábiai apostoli vikariátus (délkelet)

## Fordítás
Ez a szócikk részben vagy egészben  a   Roman Catholic Archdiocese of Baghdad című angol Wikipédia-szócikk ezen változatának fordításán alapul.  Az eredeti cikk szerkesztőit annak laptörténete sorolja fel. Ez a jelzés csupán a megfogalmazás eredetét és a szerzői jogokat jelzi, nem szolgál a cikkben szereplő információk forrásmegjelöléseként.